# Lima (Serchio)
Der Lima ist ein 42 km langer Fluss (Torrente) in der Toskana, der die Provinzen Pistoia und Lucca von Norden nach Südwesten durchläuft und nach Bagni di Lucca als linker und wichtigster Nebenfluss in den Serchio mündet.

## Verlauf
Der Lima entspringt im südöstlichen Teil der Gemeinde Abetone an den Südhängen der Berge Corno alle Scale und Libro Aperto in der Bergkette Montagna Pistoiese und durchläuft das Gemeindegebiet von Abetone auf insgesamt 4 km, danach tritt er in das von Cutigliano ein. Hier trifft er zunächst auf die Brücke Ponte Ximeniano (1772 durch Leonardo Ximenes entstanden) und die Ortsteile Rivoreta bei 900 m und Ponte Sestaione (637 m), wo von rechts der 11 km lange Nebenfluss Sestaione einfließt. Nach dem Hauptort Cutiglione, wo er die wahrscheinlich älteste Brücke über den Lima unterquert (wahrscheinlich 1624 wieder aufgebaut), und der Brücke bei Lizzano Pistoiese (Ortsteil von San Marcello Pistoiese) verläuft er entlang der Strada Statale 12 dell’Abetone e del Brennero bis nach La Lima (450 m), einem Ort, der rechtsseitig Piteglio zugeschrieben wird (ca. 140 Einwohner) und linksseitig des Flusses zu San Marcello Pistoiese (insgesamt 6 km Flussverlauf als westliche Gemeindegrenze) gehört (ca. 25 Einwohner). Hier fließt aus dem Ortsteil Limestre kommend der 7 km lange Torrente Limestre linksseitig zu. Zwischen Mammiano (Ortsteil von San Marcello Pistoiese) und Popiglio (Gemeinde Piteglio) unterquert der Fluss die Hängebrücke Ponte sospeso di San Marcello Pistoiese (auch Ponte Sospeso delle Ferriere genannt), die von 1920 bis 1922 von Vincenzo Douglas Scotti errichtet wurde und 212,4 Meter lang ist. Sie gehört damit zu den längsten Hängebrücken der Welt. Im Gemeindegebiet von Piteglio verbleibt der Lima 8 km. Hier unterläuft er nach dem Hauptort die Brücke Ponte di Castruccio Castracani (auch Ponte di Campanelle genannt) nahe Lolle. Die Bogenbrücke wurden von Castruccio Castracani am Anfang des 14. Jahrhunderts errichtet. Nach Piteglio verlässt der Lima die Provinz Pistoia und tritt in die von Lucca ein. In der Gemeinde Bagni di Lucca verbringt er 21 km und trifft zunächst auf die aus dem 14. Jahrhundert stammende Ponte Maggio und dann auf den Ortsteil Giardinetto, der bei 300 m liegt. Nach Scesta (241 m) und Fabbriche Casabasciana (202 m) erreicht er das Ortszentrum von Bagni di Lucca bei 150 m. Kurz darauf stößt er auf die Brücke Ponte a Serraglio, die zuerst als Holzbrücke entstand und bei dem Hochwasser von 1836 zerstört wurde, dann aber wieder als Steinbrücke aufgebaut wurde. In Borgo a Mozzano verbringt der Fluss 2 km und dient der Gemeinde als nördliche Grenze zu Bagni di Lucca. Hier tritt er als linker und wichtigster Nebenfluss dem Serchio zu.

## Bilder

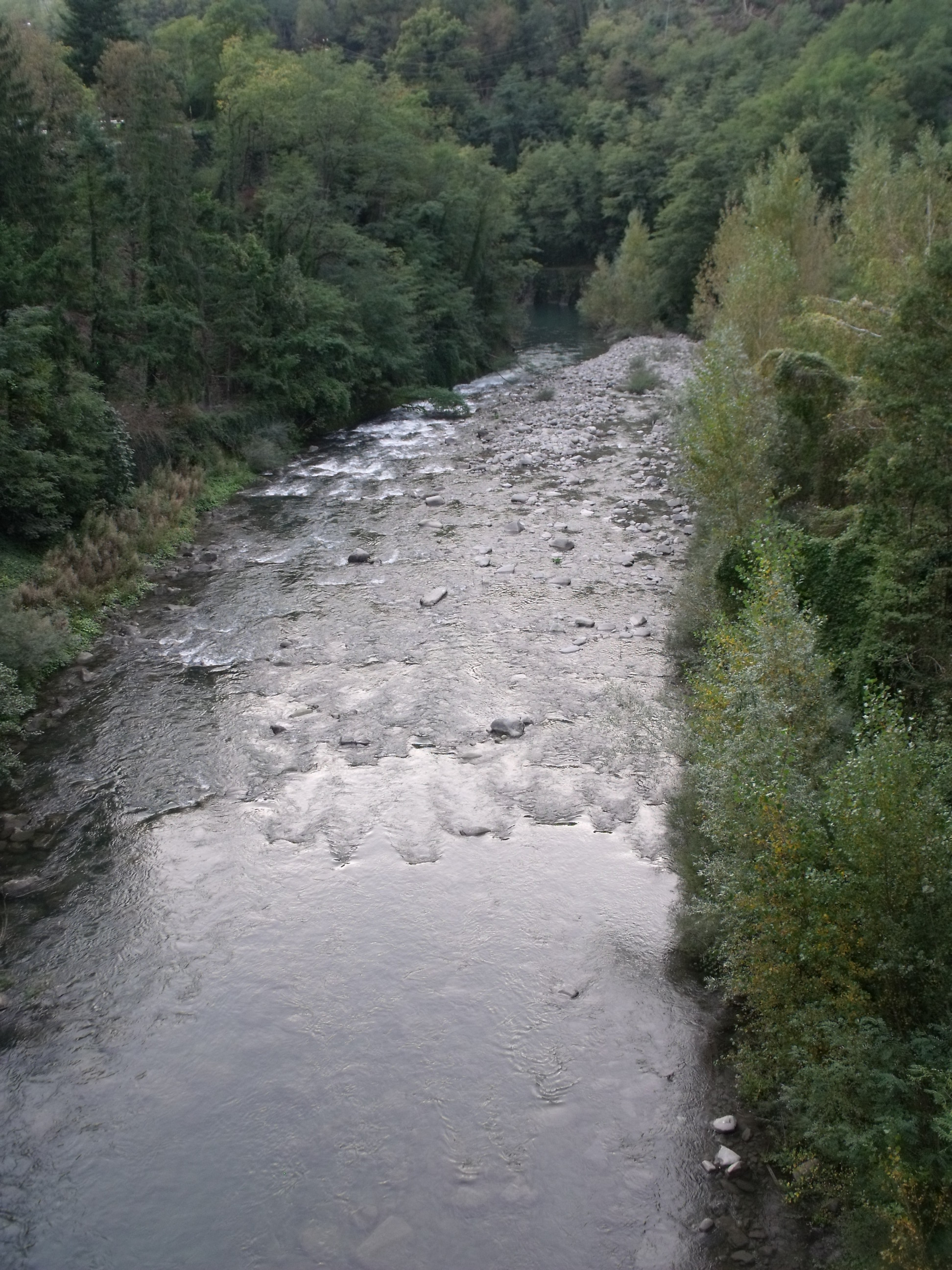
Der Lima bei La Lima (Piteglio und San Marcello Pistoiese)
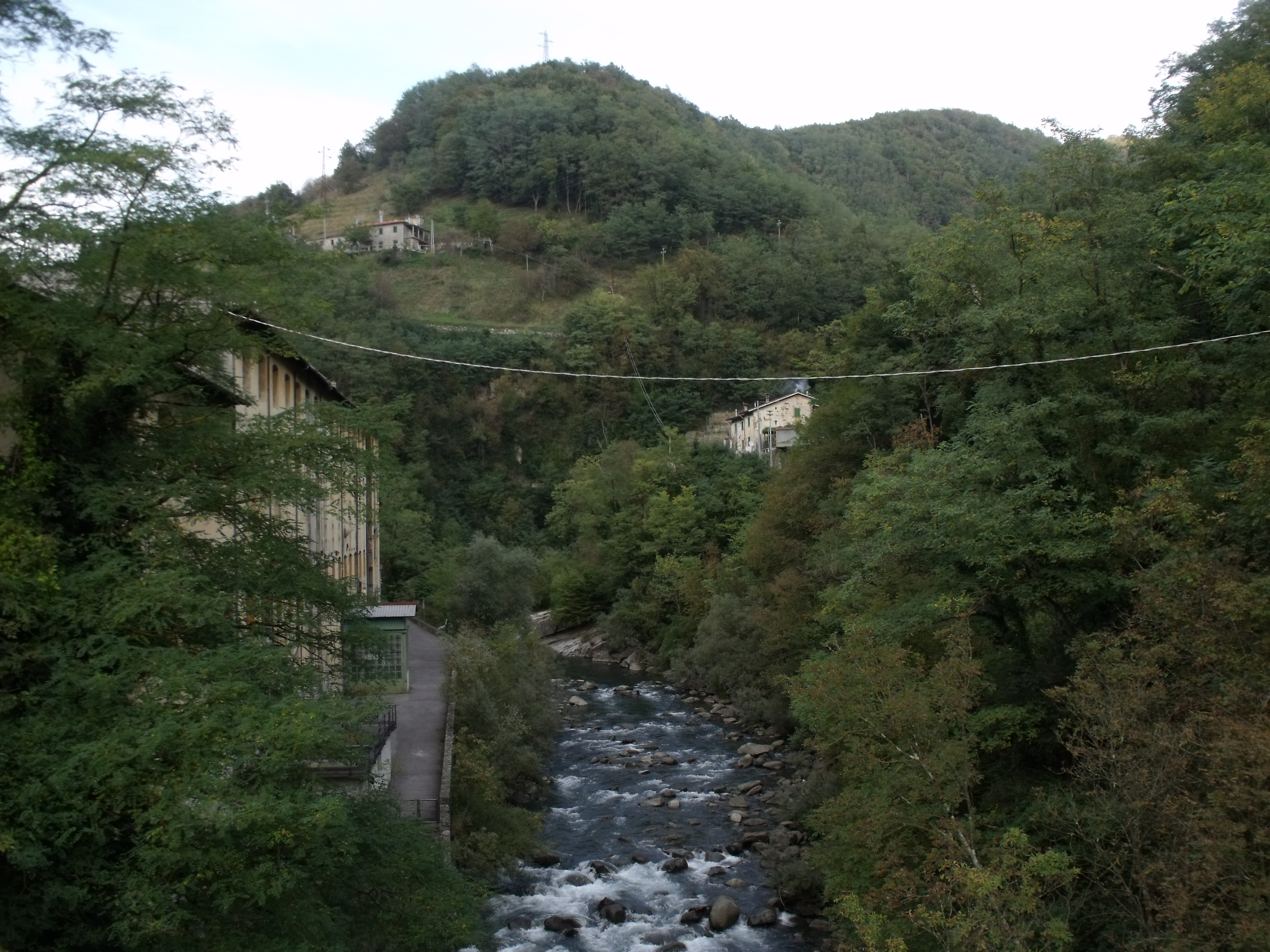
Der Lima bei La Lima (Piteglio und San Marcello Pistoiese)
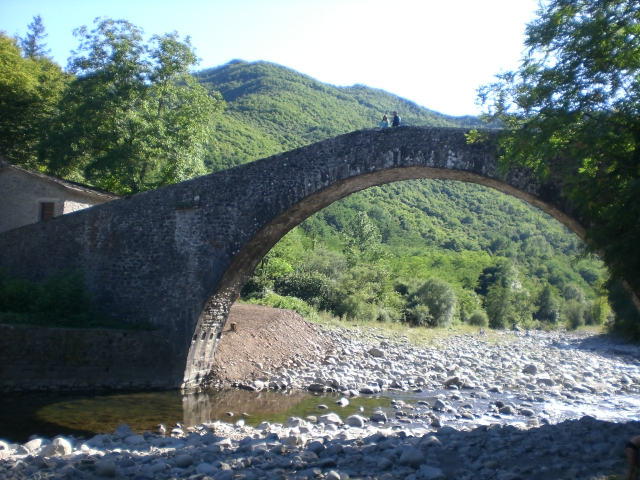
Die Brücke Ponte di Castruccio Castracani nahe Lolle (Piteglio)